# Danh sách đơn vị hành chính Việt Nam khu vực Đông Nam Bộ
Các đơn vị hành chính của Việt Nam thuộc các tỉnh thành vùng Đông Nam Bộ (Việt Nam), (tức là thuộc 6 tỉnh thành: Bà Rịa – Vũng Tàu,  Bình Dương,  Bình Phước, Đồng Nai, Thành phố Hồ Chí Minh, và Tây Ninh), bao gồm:

## Thống kê
| STT | Tên tỉnh          | Phường | Thị trấn | Xã  | Tổng |
| --- | ----------------- | ------ | -------- | --- | ---- |
| 1   | Bà Rịa - Vũng Tàu | 29     | 6        | 47  | 82   |
| 2   | Bình Dương        | 45     | 5        | 41  | 91   |
| 3   | Bình Phước        | 20     | 5        | 86  | 111  |
| 4   | Đồng Nai          | 40     | 9        | 121 | 170  |
| 5   | TP. Hồ Chí Minh   | 249    | 5        | 58  | 312  |
| 6   | Tây Ninh          | 17     | 6        | 71  | 94   |